# Elamico lineare

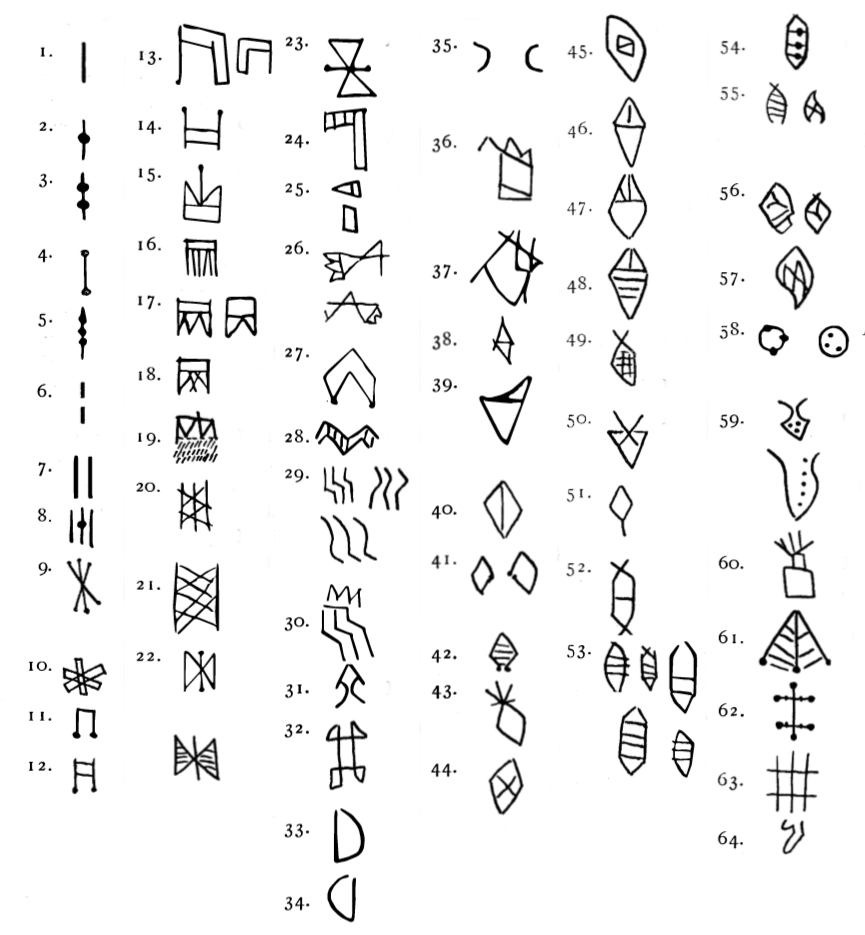
Lista di caratteri noti dell'elamico lineare

L'elamico lineare è un sistema di scrittura decifrata dell'età del bronzo, usata a Elam, nota soltanto per le sue monumentali iscrizioni. Venne usata contemporaneamente al cuneiforme elamico e probabilmente nella lingua elamica.

## Panoramica
Rimase in uso per un breve periodo di tempo durante l'ultimo quarto del III millennio a.C. Si dice spesso che l'elamico lineare sia un sistema di scrittura sillabica derivato dal vecchio sistema di scrittura proto-elamica, sebbene ciò non sia stato dimostrato. 
I primi tentativi di Carl Fink nel 1912 e Ferdinand Bork nel 1924 ottennero progressi limitati. I lavori successivi di Walther Hinz e Piero Meriggi proseguirono la ricerca.
Il 24 novembre 2020 l'Università di Padova, presso cui Francois Desset è visiting professor (in servizio presso il Laboratoire Archéorient di Lione), annuncia che l'archeologo è riuscito a decifrare lelamico lineare.

### Scomparsa
Si pensa che l'uso dell'elamico lineare sia finito intorno al 2100 a.C. con la morte del re Kutik-Inshushinak, ultimo sovrano della dinastia Awan a Susa. Dopo la sua morte la scrittura lineare cadde in disuso, e Susa fu invasa dalla terza dinastia di Ur, mentre l'Elam cadde sotto il controllo della dinastia Shimashki (anch'essa d'origine elamica).

### Influenze
Gli studiosi hanno confrontato la scrittura dell'Indo con l'elamico lineare. Le due lingue erano contemporanee e gli studiosi hanno acquisito la conoscenza della lingua elamica da un monumento bilingue chiamato Tavola del leone, oggi al Museo del Louvre. Il monumento conteneva lo stesso testo in accadico, un noto sistema di scrittura e in elamico lineare. Confrontando questa lingua antica con la scrittura dell'Indo, sono stati trovati numerosi simboli simili.

## Scoperta di testi
Esistono soltanto 22 documenti noti in elamico lineare; sono identificati dalle lettere A-V (Hinz, 1969, pp. 11-44; Andre, e Salvini, 1989, pp. & 58; 58-61); di questi, 19 sono incisi su pietra e argilla, ritrovati nell'acropoli di Susa (ora conservati al museo del Louvre di Parigi). Altri oggetti sono conservati al museo nazionale dell'Iran.
I testi più importanti e lunghi, in parte in iscrizioni bilingue, appaiono in contesti monumentali. Sono incisi su grandi sculture in pietra, tra cui una statua della dea Narunte (I), la "Tavola del leone" (A), e grandi massi votivi (B, D), nonché su una serie di scalini (F, G, H, U) di una scala monumentale in pietra, dove si alternavano a gradini recanti testi con titoli accadici di Puzur-Inšušinak. Una scoperta unica è l'oggetto Q, un vaso d'argento con un'unica riga di testo perfettamente eseguito, conservato nel Museo di Teheran. Ci sono anche alcuni testi su coni di argilla cotta (J, K, L), un disco di argilla (M) e tavolette di argilla (N, O, R). Alcuni oggetti (A, I, C) includono entrambe le iscrizioni (elamico lineare e cuneiforme accadico). Le iscrizioni bilingue e biografiche della scalinata monumentale nel suo insieme e il masso votivo B hanno ispirato i primi tentativi di decifrazione dell'elamico lineare (Bork 1905, 1924, Frank 1912). Nove testi sono stati trovati anche su coppe d'argento (X, Y, Z, F ', H', I ', J', K' e L'). Si noti che alcune delle iscrizioni in elamico lineare esistenti sono sospettate di essere falsi.
Nel 2016, vennero scoperte 10 ulteriori iscrizioni in elamico lineare, molto lunghe, con più di 200 segni.
Al 2022 sono noti più di 300 segni dell'elamico lineare indicanti differenti suoni, di cui il 3,7% rimane indecifrabile.

## Esempi

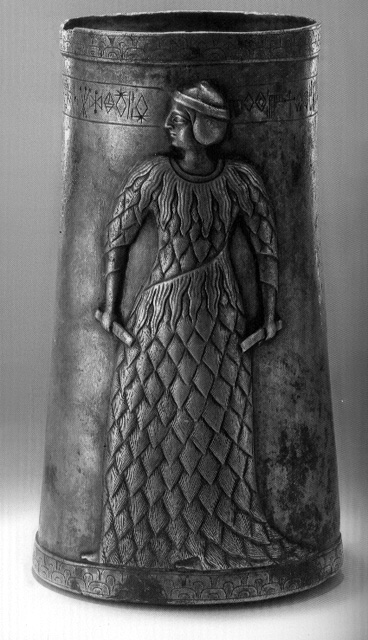
Coppa in argento (oggetto Q) da Marvdasht, provincia di Fars, con iscrizione in elamico lineare, del III millennio a.C. e custodita al museo Nazionale dell'Iran.
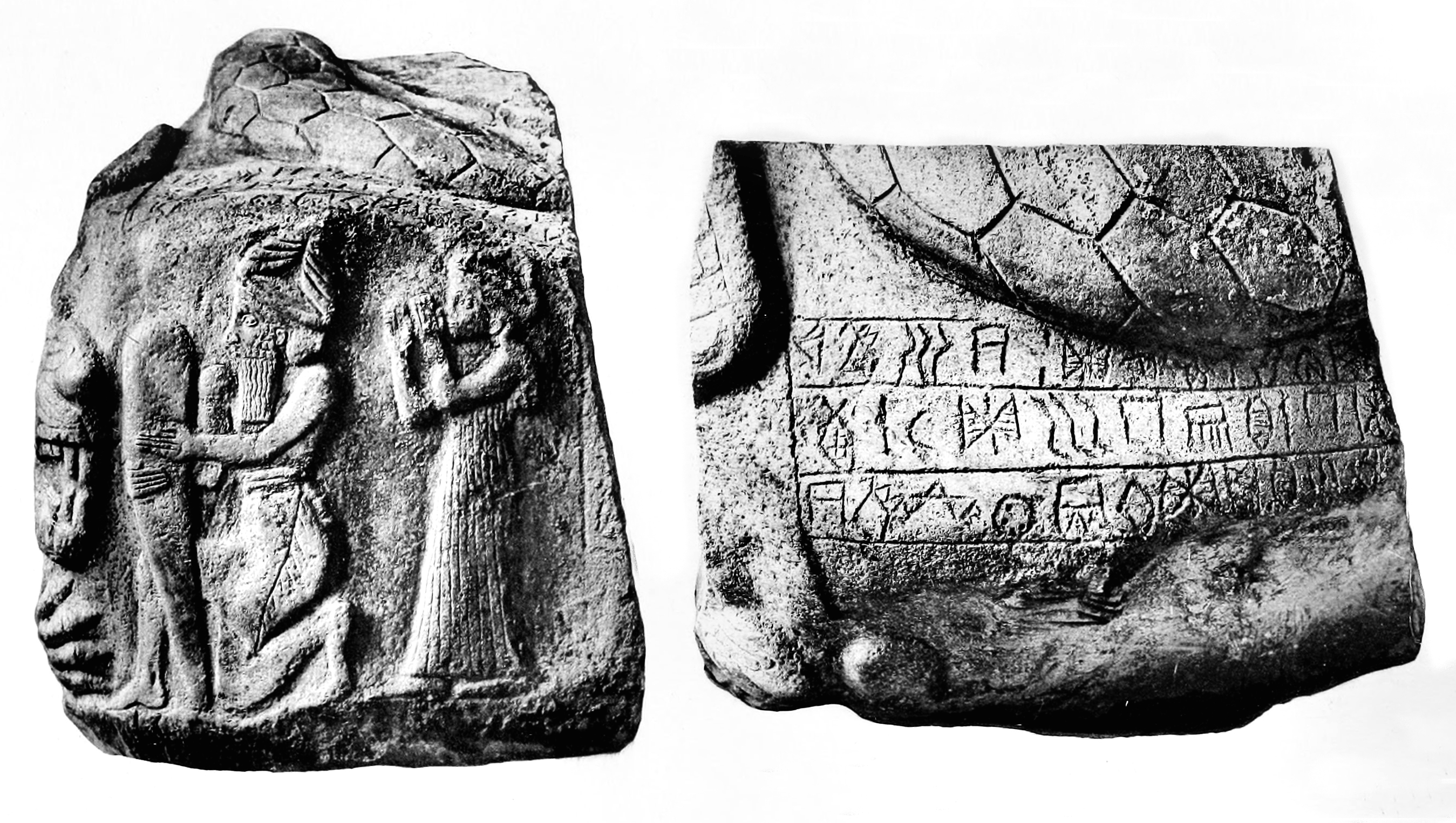
Pietre incise, con testo in elamico lineare. Museo del Louvre, Sb6 Sb177
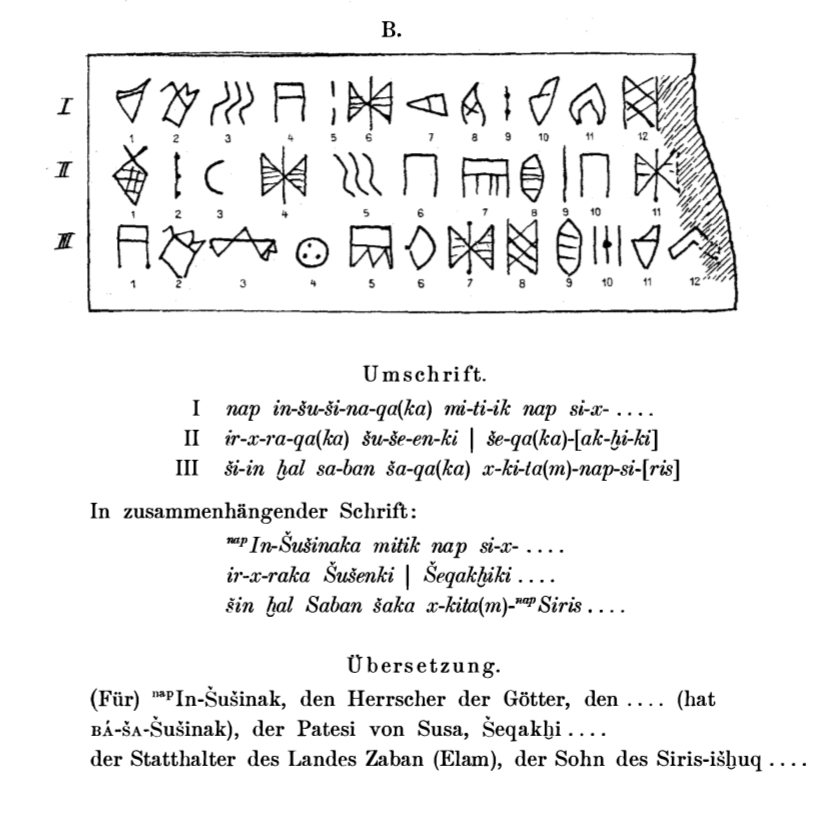
Proposizione di iscrizione su pietra incisa (1912).
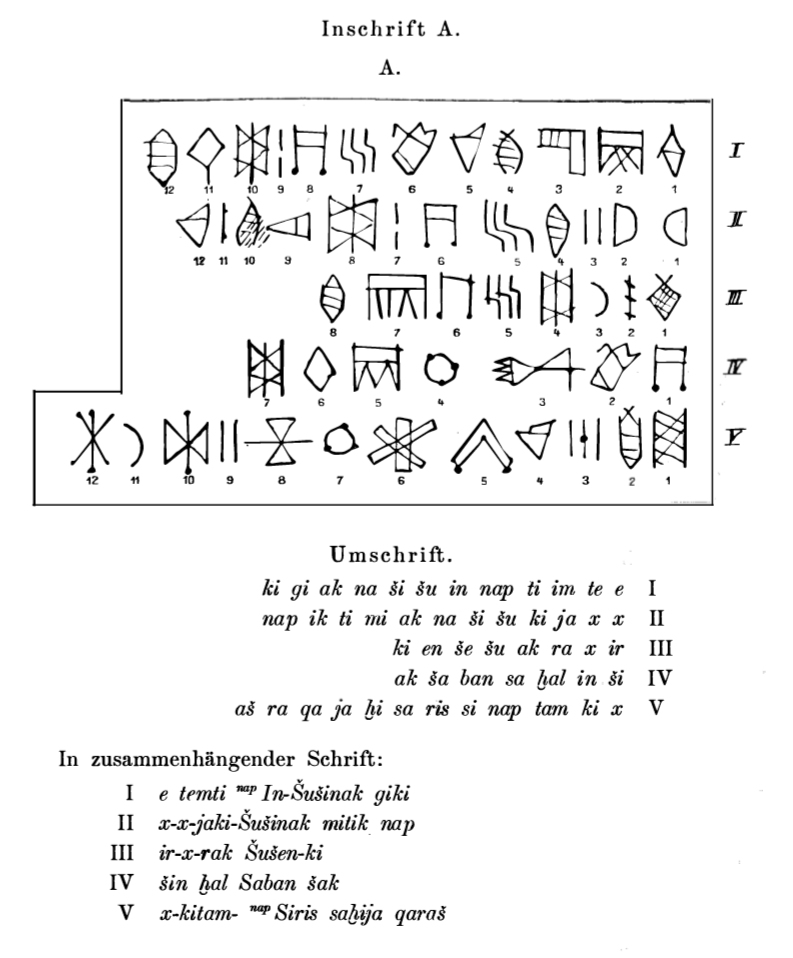
Proposizione del testo inciso sulla Tavola del leone, in elamico lineare (1912).